# Burbank (Illinois)
Burbank város az USA Illinois államában Cook megyében. Lakosainak száma 29 439 fő (2020. április 1.).

## Népesség
A település népességének változása:
| Lakosok száma | 28 462 | 28 925 | 29 439 |
|               | 1980   | 2010   | 2020   |